# 573
573 (DLXXIII) fue un año común comenzado en viernes del calendario juliano, en vigor en aquella fecha.

## Acontecimientos
- Es ordenado el joven monje que en 590 se convertirá en el papa Gregorio Magno.
- La Batalla de Arfderydd entre Gwenddolau y Gwrgi y Peredur, los hijos de Eliffer. Las fuerzas de Gwenddolau fueron masacradas, y Myrddin Wyllt (identificado a veces como el mago Merlín) enloqueció al contemplar la derrota.
- Dara es tomada por Cosroes I de Persia.
- Sigeberto I se apodera de Poitiers y de la Turaine. Su medio hermano Chilperico, asimismo, obtendrá conquistas en Aquitania, apoderándose también de Reims durante poco tiempo.
- El rey visigodo Leovigildo lleva a cabo una campaña en el norte, invadiendo la provincia rebelde de Sabaria (probablemente en el afluente del Duero Sabor) y aplastando a los sábaros, una rama de los astures, volviéndolos a la obediencia a los godos. El rey Leovigildo asocia al trono a sus hijos Hermenegildo y Recaredo.
- Aproximadamente este año Masona es nombrado obispo de Mérida.
- Obispado de Gregorio de Tours.

## Nacimientos
- Abu Bakr, califa musulmán.

## Fallecimientos
- Narsés, general bizantino.